# 埃克爾斯鎮區 (明尼蘇達州貝爾特拉米縣)
埃克爾斯鎮區（英語：Eckles Township）是位於美國明尼蘇達州貝爾特拉米縣的一個行政鎮區。

## 地方資料
埃克爾斯鎮區的面積為83.20平方千米，當中陸地面積為81.90平方千米，而水域面積為1.30平方千米。根據2020年美國人口普查的數據，當地共有人口2014人，而人口密度為每平方千米24.21人。